# Kámen, Havlíčkův Brod
Kámen là một làng thuộc huyện Havlíčkův Brod, vùng Vysočina, Cộng hòa Séc.